# Microbiologie de la décomposition
 (août 2022).
La mise en forme du texte ne suit pas les recommandations de Wikipédia : il faut le « wikifier ».
Les points d'amélioration suivants sont les cas les plus fréquents. Le détail des points à revoir est peut-être précisé sur la page de discussion.
- Les titres sont pré-formatés par le logiciel. Ils ne sont ni en capitales, ni en gras.
- Le texte ne doit pas être écrit en capitales (les noms de famille non plus), ni en gras, ni en italique, ni en « petit »…
- Le gras n'est utilisé que pour surligner le titre de l'article dans l'introduction, une seule fois.
- L'italique est rarement utilisé : mots en langue étrangère, titres d'œuvres, noms de bateaux, etc.
- Les citations ne sont pas en italique mais en corps de texte normal. Elles sont entourées par des guillemets français : « et ».
- Les listes à puces sont à éviter, des paragraphes rédigés étant largement préférés. Les tableaux sont à réserver à la présentation de données structurées (résultats, etc.).
- Les appels de note de bas de page (petits chiffres en exposant, introduits par l'outil «  Source ») sont à placer entre la fin de phrase et le point final[comme ça].
- Les liens internes (vers d'autres articles de Wikipédia) sont à choisir avec parcimonie. Créez des liens vers des articles approfondissant le sujet. Les termes génériques sans rapport avec le sujet sont à éviter, ainsi que les répétitions de liens vers un même terme.
- Les liens externes sont à placer uniquement dans une section « Liens externes », à la fin de l'article. Ces liens sont à choisir avec parcimonie suivant les règles définies. Si un lien sert de source à l'article, son insertion dans le texte est à faire par les notes de bas de page.
- La présentation des références doit suivre les conventions bibliographiques. Il est recommandé d'utiliser les modèles {{Ouvrage}}, {{Chapitre}}, {{Article}}, {{Lien web}} et/ou {{Bibliographie}}. Le mode d'édition visuel peut mettre en forme automatiquement les références.
- Insérer une infobox (cadre d'informations à droite) n'est pas obligatoire pour parachever la mise en page.

Pour une aide détaillée, merci de consulter Aide:Wikification.
Si vous pensez que ces points ont été résolus, vous pouvez retirer ce bandeau et améliorer la mise en forme d'un autre article.

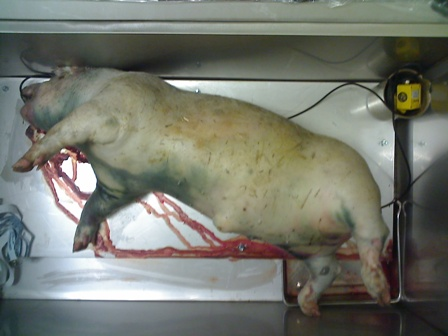
Porc en décomposition montrant des signes de ballonnement et de décoloration, résultat de la prolifération microbienne dans le corps.

La microbiologie de la décomposition est l'étude de tous les micro-organismes impliqués dans la décomposition, les processus chimiques et physiques au cours desquels la matière organique est décomposée et réduite à ses éléments d'origine.
La microbiologie de la décomposition peut être divisée en deux domaines d'intérêt, à savoir la décomposition des matières d'origine végétale et la décomposition d'origine animales (cadavres et des carcasses).
La décomposition des matières végétales est couramment étudiée afin de comprendre le cycle du carbone dans un environnement donné et de comprendre les impacts ultérieurs sur la qualité des sols. La décomposition des matières végétales est aussi souvent appelée compostage.
La décomposition de matière animale est devenue un domaine d'étude important au sein de la taphonomie médico-légale.

## Microbiologie de décomposition des matières végétales
La décomposition de la végétation dépend fortement des niveaux d'oxygène et d'humidité. Lors de la décomposition, les micro-organismes ont besoin d'oxygène pour leur respiration. Si les conditions anaérobies dominent l'environnement de décomposition, l'activité microbienne sera lente et donc la décomposition aussi. Des niveaux d'humidité appropriés sont nécessaires pour que les micro-organismes prolifèrent et décomposent activement la matière organique. Dans les milieux arides, les bactéries et les champignons se dessèchent et ne peuvent participer à la décomposition. Dans les environnements humides, des conditions anaérobies se développeront et la décomposition pourra également être considérablement ralentie. Les micro-organismes en décomposition nécessitent également des substrats végétaux appropriés afin d'atteindre de bons niveaux de décomposition. Cela se traduit généralement par des rapports carbone/azote appropriés (C:N). On pense que le rapport carbone-azote idéal pour le compostage est d'environ 30:1. Comme dans tout processus microbien, la décomposition de la litière végétale par les micro-organismes dépendra également de la température. Par exemple, les feuilles au sol ne subiront pas de décomposition pendant les mois d'hiver où la couverture de neige se produit car les températures sont trop basses pour soutenir les activités microbiennes.

## Microbiologie de décomposition des matières animales
Les processus de décomposition des matières animales sont étudiés dans le domaine de la taphonomie médico-légale afin de :
- aide à l'estimation de l'intervalle post-mortem (PMI) ou du temps écoulé depuis le décès ;
- aide à la localisation d'éventuelles sépultures clandestines.

La microbiologie de décomposition appliquée à la taphonomie médico-légale peut être divisée en 2 groupes d'études :
- micro-organismes de l'intérieur du corps;
- micro-organismes de l'environnement de décomposition.

### Microorganismes intérieurs au corps
Lorsque l'on considère les cadavres et les carcasses, la putréfaction est la prolifération de micro-organismes dans le corps après la mort et englobe également la dégradation des tissus provoquée par la croissance des bactéries. Les premiers signes de putréfaction sont généralement les décolorations du corps qui peuvent varier entre les nuances de vert, de bleu, de rouge ou de noir selon l'endroit où les changements de couleur sont observés et le stade du processus de décomposition où l'observation est faite. Ce phénomène est connu sous le nom de marbrure. Les décolorations sont le résultat de la libération de pigments biliaires à la suite d'une attaque enzymatique du foie, de la vésicule biliaire et du pancréas et de la libération de produits de dégradation de l'hémoglobine. La prolifération des bactéries dans tout l'organisme s'accompagne de la production de quantités considérables de gaz en raison de leurs capacités de fermentation. Au fur et à mesure que les gaz s'accumulent dans les cavités corporelles, le corps semble gonfler lorsqu'il entre dans le stade de ballonnement de la décomposition.
Comme l'oxygène est présent dans un corps au début de la décomposition, les bactéries aérobies se développent pendant les premières étapes du processus. Au fur et à mesure que la population microbienne augmente, une accumulation de gaz modifie l'environnement en conditions anaérobies, ce qui est par conséquent suivi d'un changement en bactéries anaérobies. On pense que les bactéries gastro-intestinales sont responsables de la majorité des processus de putréfaction qui se produisent dans les cadavres et les carcasses. Cela peut être en partie attribué aux concentrations impressionnantes d'organismes gastro-intestinaux viables et aux capacités métaboliques qu'ils possèdent, leur permettant d'utiliser un éventail de sources de nutriments différentes. Les bactéries gastro-intestinales sont également capables de migrer de l'intestin vers n'importe quelle autre région du corps en utilisant le système lymphatique et les vaisseaux sanguins. De plus, nous savons que les variétés coliformes de Staphylococcus sont des membres importants des bactéries putréfactives aérobies et que les membres du genre Clostridium constituent une grande partie des bactéries putréfactives anaérobies.

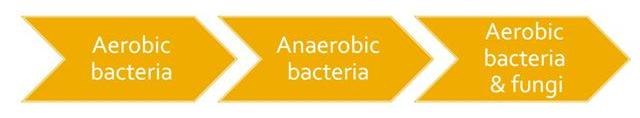
Évolution proposée des micro-organismes dans le corps pendant la décomposition. Comme l'oxygène est disponible au début de la décomposition, les micro-organismes aérobies se développent et épuisent rapidement l'oxygène. Les bactéries anaérobies peuvent alors proliférer dans le corps. Plus tard dans le processus de décomposition, les champignons et les bactéries de l'environnement seront également impliqués dans le processus.

### Microorganismes extérieurs au corps
Les cadavres et les carcasses sont généralement laissés à se décomposer au contact du sol, que ce soit par enfouissement dans une tombe ou s'ils se décomposent à la surface du sol. Cela permet aux micro-organismes du sol et de l'air d'entrer en contact avec le corps et de participer au processus de décomposition. Les communautés de micro-organismes du sol subissent également des changements en raison de la lixiviation des fluides de décomposition dans l'environnement. Les cadavres et les carcasses montrent souvent des signes de croissance fongique suggérant que les champignons utilisent le corps comme source de nutriments.
Les impacts exacts que la décomposition peut avoir sur les communautés microbiennes du sol environnant restent flous, car certaines études ont montré des augmentations de la biomasse microbienne après la décomposition, tandis que d'autres ont vu des diminutions. Il est probable que la survie des micro-organismes tout au long du processus de décomposition dépende fortement d'une multitude de facteurs environnementaux, notamment le pH, la température et l'humidité.

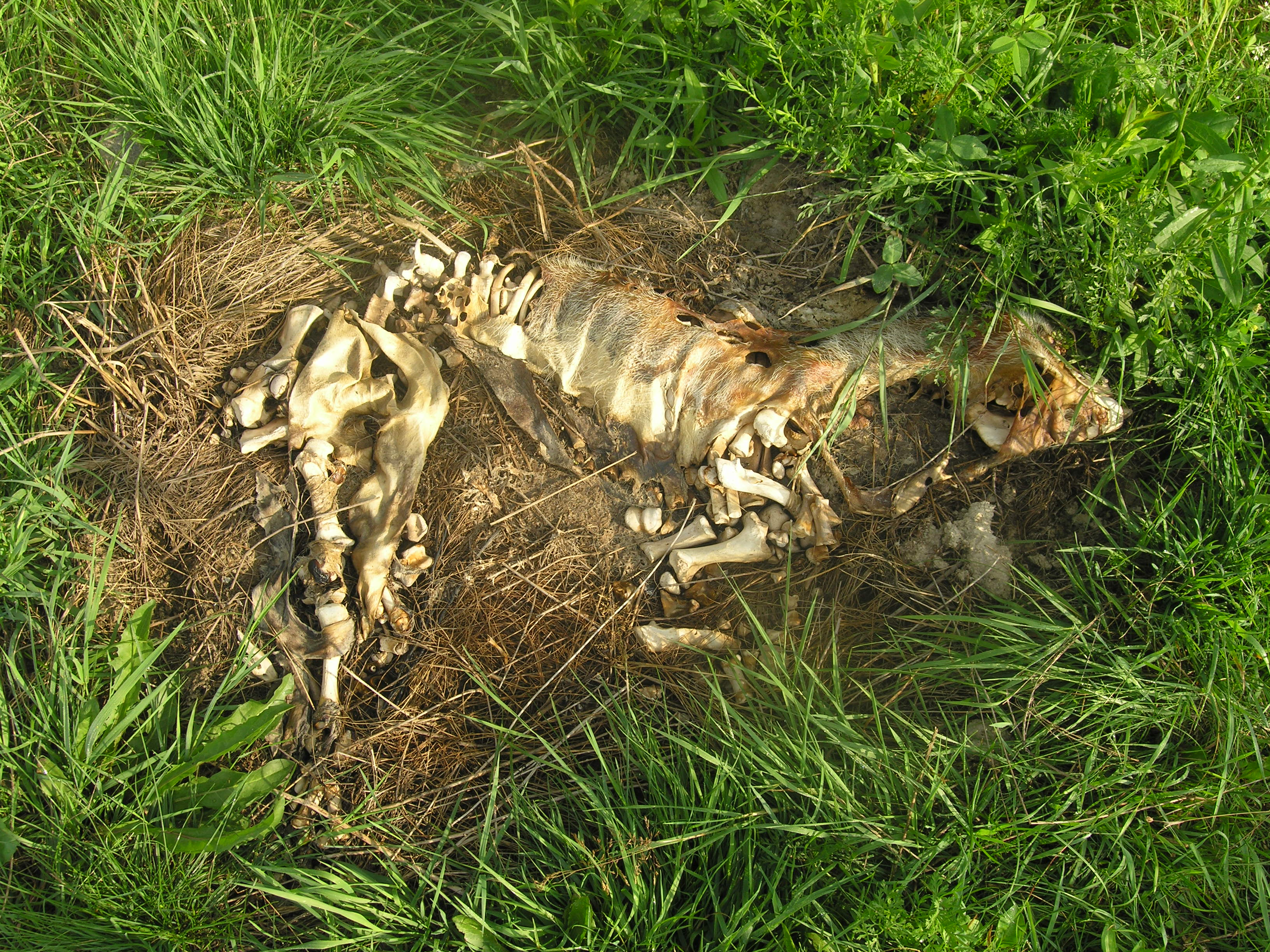
Carcasse de porc montrant la production d'un îlot de décomposition de cadavre entourant les restes à la suite de la lixiviation des fluides de décomposition dans l'environnement environnant.

#### Fluides de décomposition et microbiologie du sol
Les fluides de décomposition pénétrant dans le sol représentent un apport important de matière organique et peuvent également contenir une importante charge microbienne d'organismes provenant de l'organisme. La zone où la majorité du fluide de décomposition s'infiltre dans le sol est souvent appelée îlot de décomposition de cadavre (CDI). Il a été observé que la décomposition peut avoir une influence favorable sur la croissance des plantes en raison de l'augmentation de la fertilité, un outil utile lors de la recherche de tombes clandestines. Les changements dans la concentration des nutriments peuvent avoir des effets durables qui sont encore visibles des années après la disparition complète d'un corps ou d'une carcasse. L'influence que peut avoir l'afflux de nutriments sur les micro-organismes et la végétation d'un site donné n'est pas bien comprise mais il semble que la décomposition ait d'abord un effet inhibiteur pendant une première étape avant d'entrer dans une deuxième étape de croissance accrue.

#### Champignons de décomposition

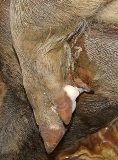
Mycélium fongique (en blanc) sur le sabot d'un cochon décédé

Il est bien connu que les champignons sont hétérotrophes pour les composés carbonés et presque tous les autres nutriments dont ils ont besoin. Ils doivent les obtenir par des associations saprophytes ou parasitaires avec leurs hôtes qui les impliquent dans de nombreux processus de décomposition.
Deux grands groupes de champignons ont été identifiés comme étant liés à la décomposition des cadavres :
- champignons ammoniac
- champignons post-putréfaction

Les champignons de l'ammoniac sont divisés en deux groupes appelés "champignons à un stade précoce" et "champignons à un stade avancé". Une telle classification est possible en raison des successions observées entre les types de champignons qui fructifient dans ou autour d'un environnement funéraire. La progression entre les deux groupes se produit à la suite de la libération de produits azotés d'un corps en décomposition. Les champignons de stade précoce sont décrits comme étant des ascomycètes, des deutéromycètes et des basidiomycètes saprophytes, tandis que les champignons de stade avancé sont constitués de basidiomycètes ectomycorhiziens.

##### Champignons de décomposition comme estimateurs PMI
Étant donné que le nombre de cas médico-légaux dans lesquels des quantités importantes de mycélium sont observées est assez élevé, l'étude des mycètes associés à des cadavres peut s'avérer utile pour la communauté scientifique car elles ont un grand potentiel médico-légal.
Une seule tentative d'utilisation de champignons comme marqueur PMI dans un cas médico-légal a été publiée à ce jour. L'étude a signalé la présence de deux types de champignons (Penicillium et Aspergillus) sur un corps trouvé dans un puits au Japon et a déclaré qu'ils pouvaient estimer PMI à environ dix jours sur la base des cycles de croissance connus des champignons en question.